# Liste von Sakralbauten in Deutschland

Bundesländer in Deutschland

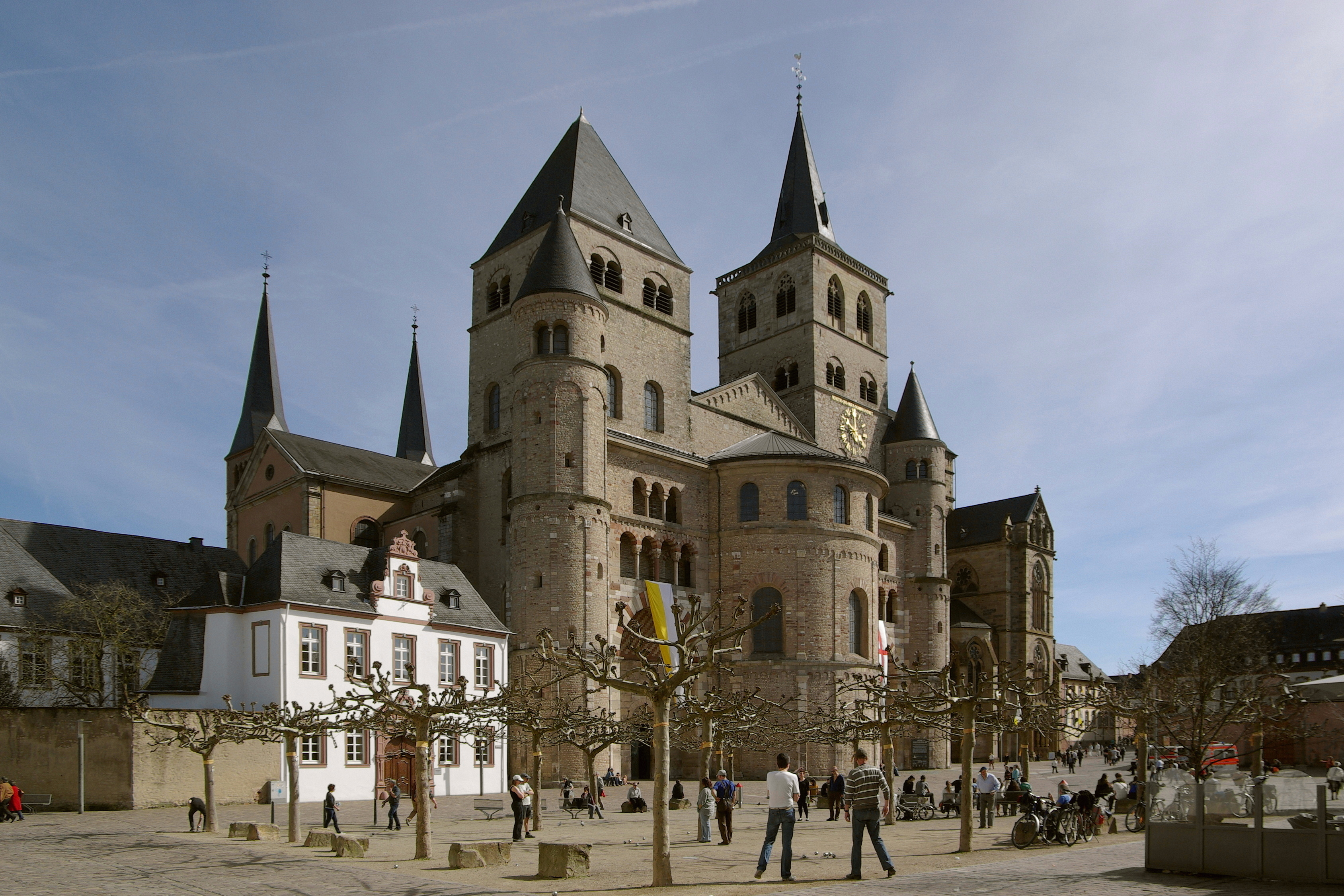
Trierer Dom.

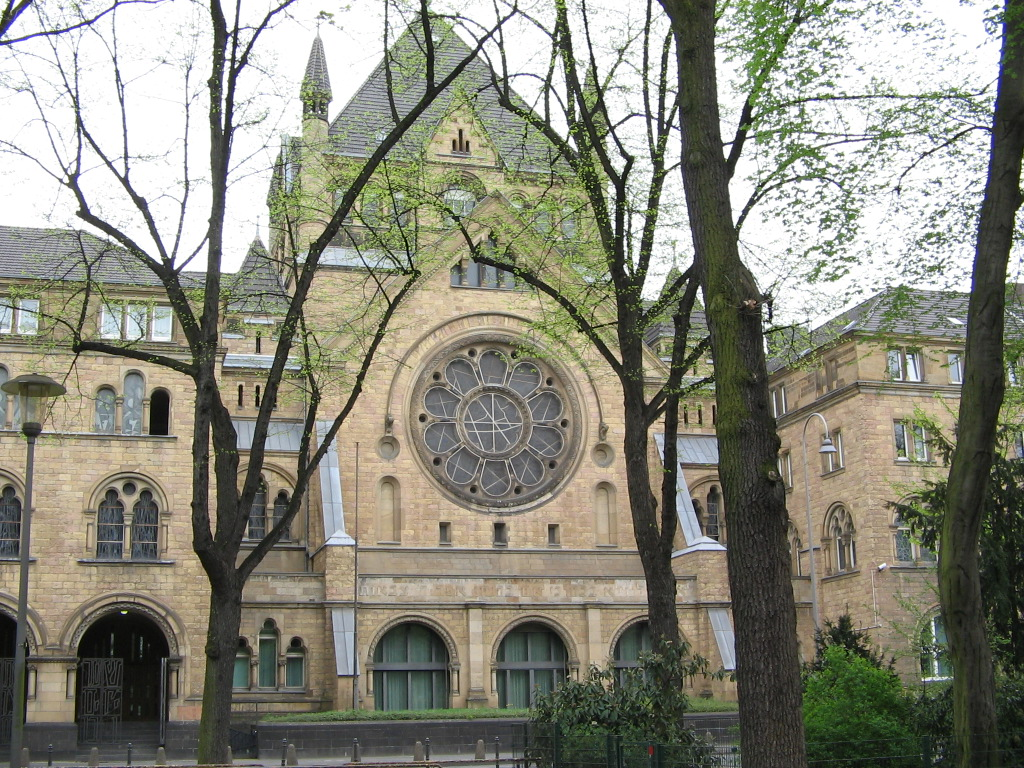
Synagoge Köln

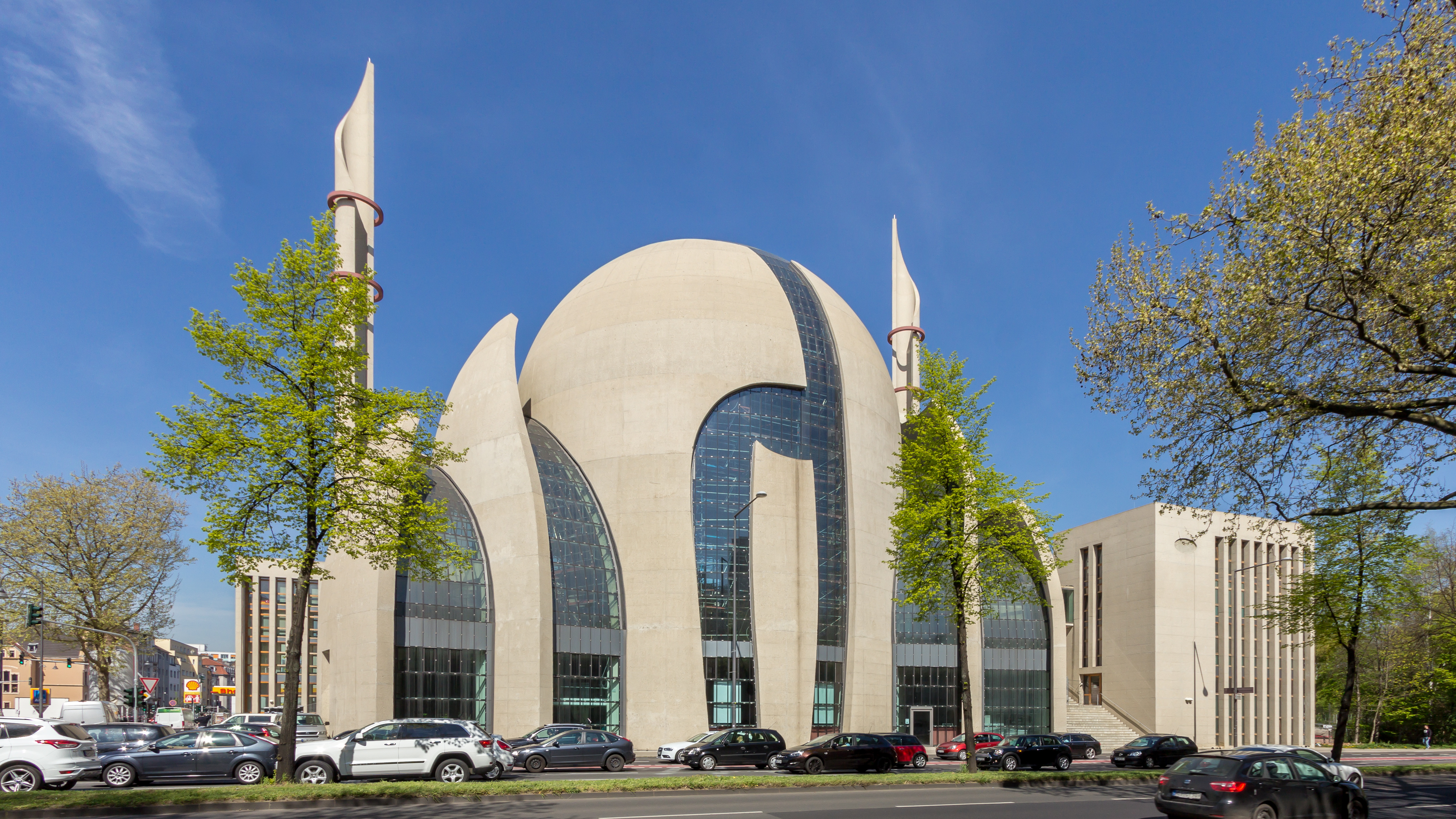
DITIB-Zentralmoschee Köln.

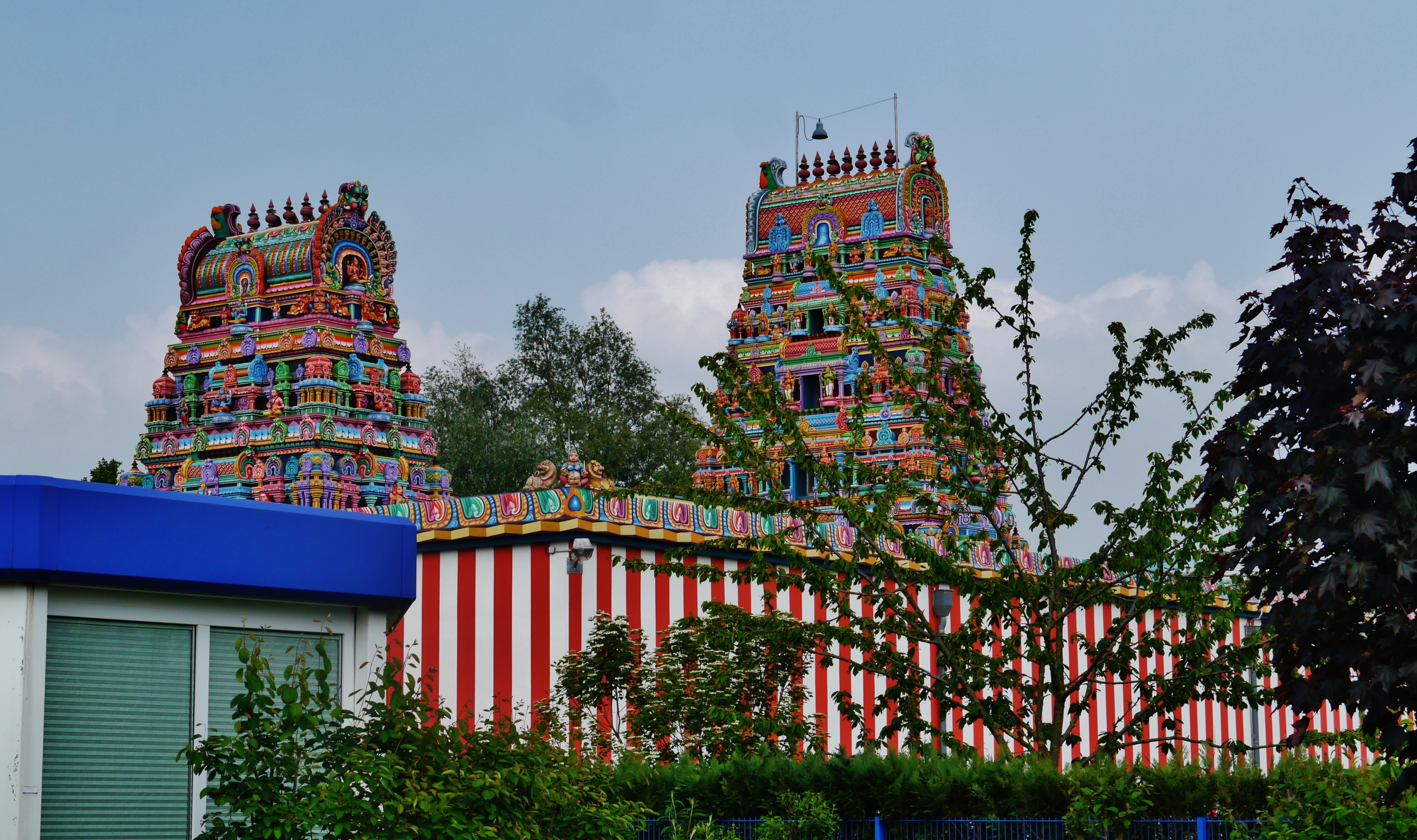
Sri Kamadchi Ampal, Hamm

Die Liste von Sakralbauten in Deutschland ist nach den 16 Bundesländern und nach Religionsgemeinschaften untergliedert.

## Sakralbauten nach Bundesland
Sakralbauten nach Bundesland:
- Liste von Sakralbauten in Baden-Württemberg
- Liste von Sakralbauten in Bayern
- Liste von Sakralbauten in Berlin
- Liste von Sakralbauten in Brandenburg
- Liste von Sakralbauten in der Freien Hansestadt Bremen
- Liste von Sakralbauten in Hamburg
- Liste von Sakralbauten in Hessen
- Liste von Sakralbauten in Mecklenburg-Vorpommern
- Liste von Sakralbauten in Niedersachsen
- Liste von Sakralbauten in Nordrhein-Westfalen
- Liste von Sakralbauten in Rheinland-Pfalz
- Liste von Sakralbauten im Saarland
- Liste von Sakralbauten in Sachsen
- Liste von Sakralbauten in Sachsen-Anhalt
- Liste von Sakralbauten in Schleswig-Holstein
- Liste von Sakralbauten in Thüringen

## Sakralbauten nach Religionsgemeinschaft
Sakralbauten nach Glaubensgemeinschaft.
- Liste römisch-katholischer Kirchen in Deutschland
- Liste von Kirchen im Katholischen Bistum der Alt-Katholiken in Deutschland
- Liste von Kirchengebäuden der evangelischen Landeskirchen in Deutschland
- Liste von Kirchengebäuden der Selbständigen Evangelisch-Lutherischen Kirche
- Liste der Kirchen in der Arbeitsgemeinschaft Mennonitischer Gemeinden in Deutschland
- Liste von wallonischen Kirchen und Gemeinden
- Liste anglikanischer Kirchen in Deutschland
- Liste von Moscheen in Deutschland
- Liste der Synagogen in Deutschland
- Liste der buddhistischen Tempel und Klöster in Deutschland
- Liste hinduistischer Tempel in Deutschland